# 内志与汉志王国
内志与汉志王国（阿拉伯语：‎，‎），是在1925年，伊本·沙特所建立的内志苏丹国兼并汉志王国后，在1926年，建立的一个政治统一体。1926年1月8日，伊本·沙特兼任汉志王国国王，在麦加进行加冕，并将原苏丹国改为王国，内志与汉志王国建立。1927年5月，英国承认了内志与汉志王国的主权。1933年9月，内志与汉志王国重组为沙特阿拉伯，其疆域已和今日沙特阿拉伯无异。
伊本·沙特之所以能如此不受约束地扩张，是因为其背后有英国支持。1926年，苏联承认内志与汉志王国。1927年，英国承认其主权。1931年，美国也承认这个国家。到1932年，承认此国的有英国、苏联、土耳其、波斯和荷兰；同时，该国也与法国、意大利和埃及保持半官方关系。